# برايان وود (كاتب)
برايان وود (بالإنجليزية: Brian Wood)‏ هو رسام كارتون وكاتب سيناريو أمريكي، ولد في 29 يناير 1972 في إسكس جانكشن في الولايات المتحدة.

## وصلات خارجية
- برايان وود على موقع قاعدة بيانات الفيلم (الإنجليزية)